# Verstolk

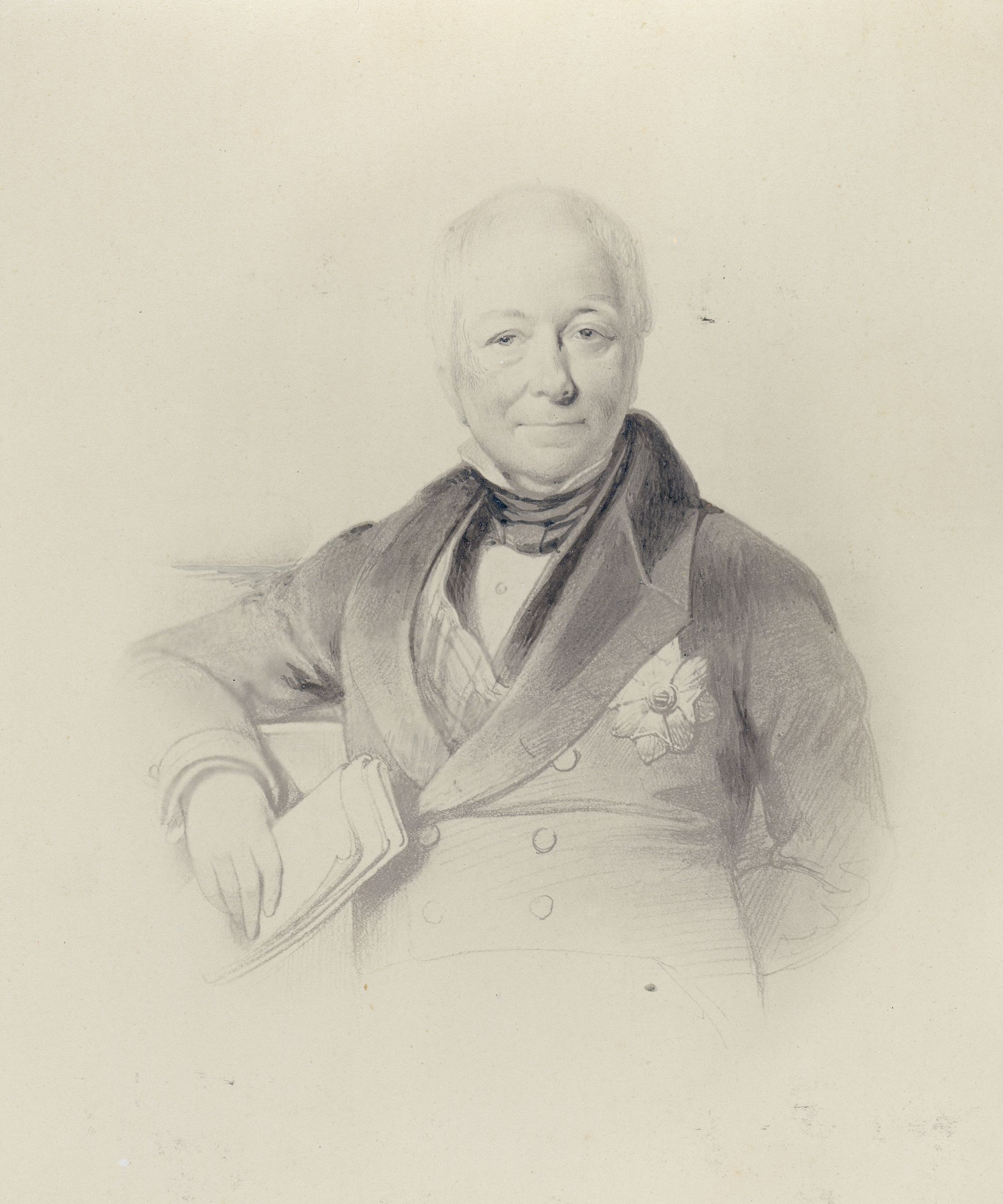
Johan Gijsbert baron Verstolk (1776-1845)

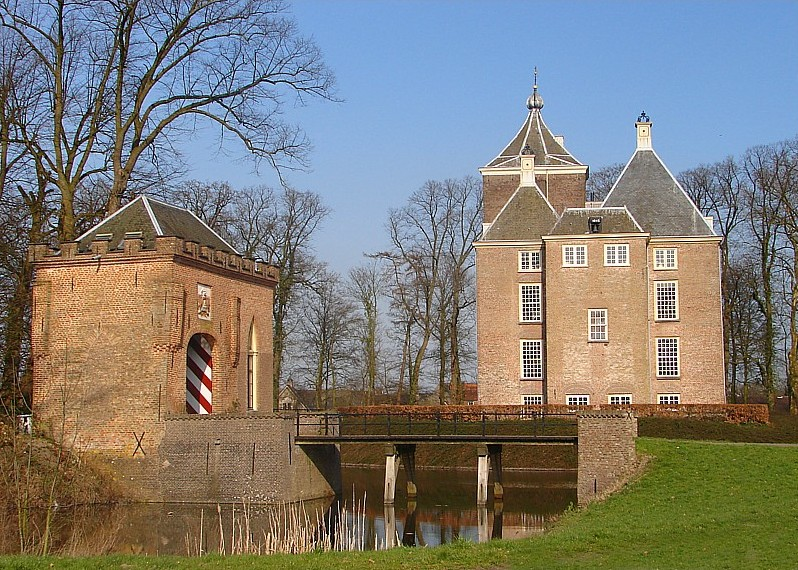
Kasteel Soelen

Verstolk is een Nederlands geslacht waarvan een lid in 1832 in de Nederlandse adel werd verheven en dat met hem in 1845 uitstierf.

## Geschiedenis
De stamreeks begint met Willem Aertsz., kleermaker te Oud-Beijerland, vermeld in 1600. Zijn kleinzoon Arien Aertsz. Verstolk (circa 1650) werd lakenkoper. Een zoon en een kleinzoon van de laatste oefenden datzelfde beroep uit in Rotterdam. Een zoon van de laatste, Johan Verstolk (1685-1762) werd schepen van Rotterdam. Een kleinzoon van de laatste, Aert Johan Verstolk (1745-1786), werd door koop in 1775 heer van Soelen en Aldenhaag. Zijn zoon Johan Gijsbert Verstolk (1776-1845) erfde het kasteel Soelen; hij werd minister en in 1811 verheven door keizer Napoleon tot baron de l'Empire. Op 30 december 1823 werd hij bij KB verheven in de Nederlandse adel met de titel van baron, overgaande bij eerstgeboorte.

## Enkele telgen
Johan Verstolk (1685-1762), handelaar in meekrap, eigenaar van een zwavelfabriek, schepen van Cool en van Rotterdam
- Johan Verstolk (1714-1775), handelaar in meekrap, schepen van Rotterdam
  - Aert Johan Verstolk, heer van Soelen en Aldenhaag (1745-1786), handelaar in meekrap, schepen van Rotterdam, koopt in 1775 kasteel Soelen
    - Sophia Frederica Verstolk (1773-1839); trouwde in 1802 met Wilhelm Christian Völcker (1769-1822), koopman te Amsterdam, lid van de familie Völcker
    - mr. Johan Gijsbert baron Verstolk, heer van Soelen en Aldenhaag (1776-1845), gezant te Sint-Petersburg, minister van Buitenlandsche Zaken, minister van Staat, laatste telg van het (adellijke) geslacht Verstolk; na zijn overlijden gaat Soelen over naar de familie van zijn zus Völcker-Verstolk